# Dusino San Michele
Dusino San Michele (piemontiul: Dusin) település Olaszországban, Piemont régióban, Asti megyében. Lakosainak száma 1057 fő (2023. január 1.). Dusino San Michele Cantarana, San Paolo Solbrito, Valfenera, Villafranca d’Asti és Villanova d’Asti községekkel határos.

## Népesség
A település lakossága az elmúlt években az alábbi módon változott:
| Lakosok száma | 1046 | 1047 | 1057 |
|               | 2017 | 2018 | 2023 |